# Гейне, Алиса
Алиса, княгиня Монако ((фр. La princesse Alice de Monaco) в первом браке герцогиня Ришельё (фр. Duchesse de Richelieu), в девичестве Гейне (фр. Alice Heine); 10 февраля 1858, Новый Орлеан, Луизиана, США — 22 декабря 1925, Париж, Франция) — в первом браке герцогиня Ришельё, супруга Арманда, седьмого герцога Ришельё, во втором вышла замуж за князя Монако Альберта I, княгиня Монако в 1889—1922 годах.

## Биография
Мария Алиса Гейне родилась 10 февраля 1858 года во французском квартале Нового Орлеана. Её отец, Мишель Гейне, имел еврейские корни и принадлежал к семье, владеющей банками в Париже и Берлине. Вместе со своим братом Армандом, также банкиром, они состояли в родстве с немецким поэтом Генрихом Гейне. Мишель Гейне родился в Бордо. В 1843 году уехал в Новый Орлеан, где стал успешным финансистом и предпринимателем. Мать Алисы, Амелия Мария Мильтенбергер, дочь Иосифа Альфонса Мильтенбергера, известного парижского архитектора эльзасского происхождения. У Алисы было двое младших братьев — Пауль Анри и Исаак Жорж. 
Гражданская война в США вынудила семью вернуться в Париж, где богатство семьи Алисы произвело большое впечатление на парижское высшее общество. Отец Алисы помогал в финансировании войны Наполеона III с Пруссией. 
27 февраля 1875 года в Париже Алиса вышла замуж за Мари Оде Армана Эмабля Шапель-де-Жюмиак, 7-о герцога Ришельё и Фронсака, маркиза Жюмиак. Перед свадьбой невеста перешла в католичество. В браке было двое детей:
- Мария Оде Жан Арман Шапель-де Жюмиак (1875—1952) — 8-й герцог Ришельё с 1880 года, женился на американке Элеоноре Дуглас (1890—1972), детей не имел[1];
- Одиль Мари Огюста Шапель-де-Жюмиак (1879—1974) — в 1905 году вышла замуж за Габриэля Мари Франсуа Ипполита Эжена де Ларошфуко (1875—1942), позже ставшего принцем де Ларошфуко, имели одну дочь[2];

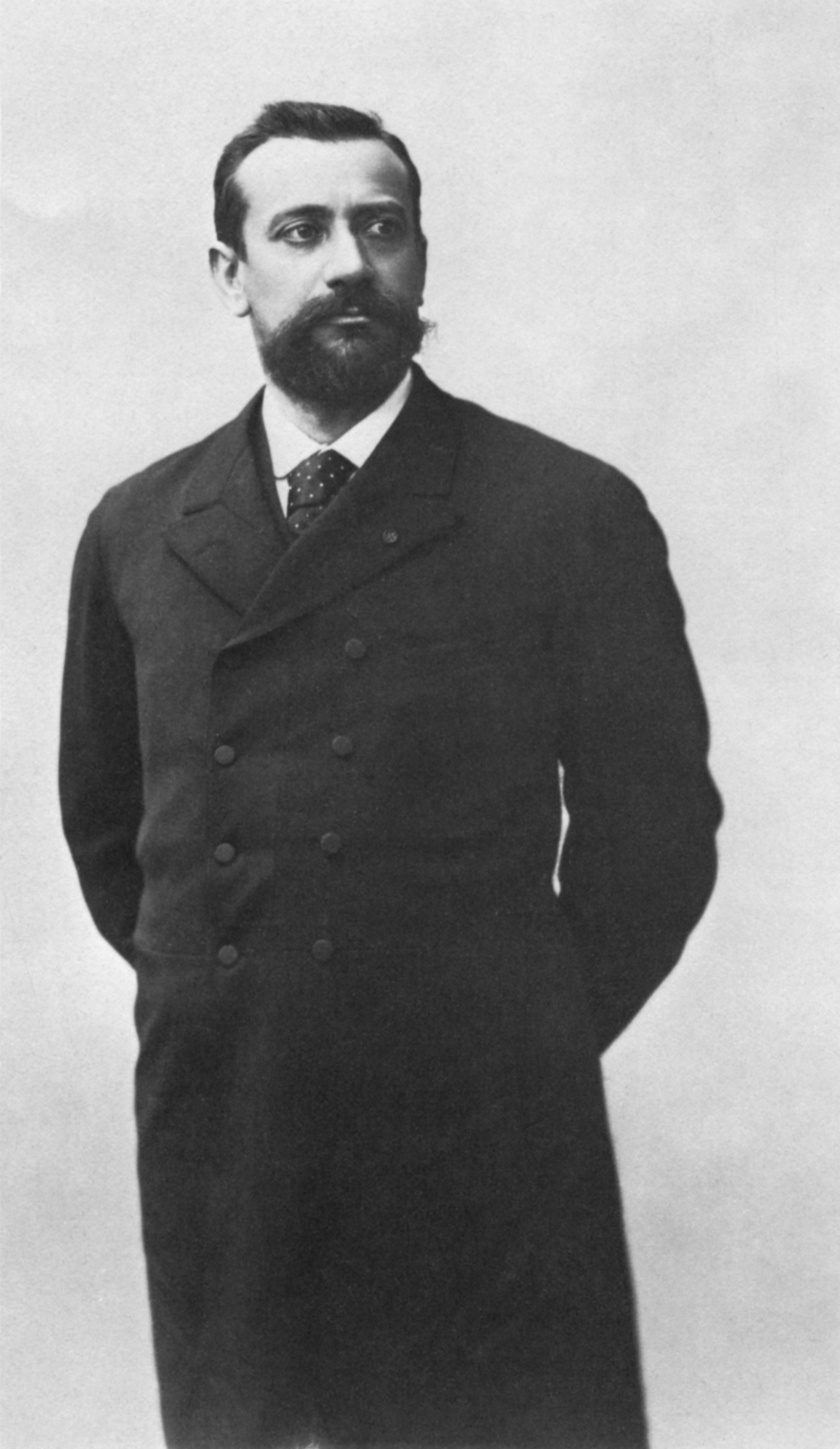
Князь Монако Альберт I.

В 1880 году герцог Ришельё умер. Через девять лет, 30 октября 1889 года, Алиса вышла замуж за князя Монако Альберта I. Первая жена Альберта, шотландская аристократка Мария Виктория Гамильтон родила ему сына, поле этого отношения супругов не сложились и они развелись. Она стала первой княгиней Монако, которая родилась на территории американского континента. 
После заключения брака, Алиса стала «Её Светлостью княгиней Монако». Она занималась культурными вопросами княжества, направляя свой энтузиазм и энергию на развитие балета, оперы и театра. Под её покровительством в Монако выступал знаменитый балет Сергея Дягилева. У Алисы был роман с композитором Исидором де Лара. После этого супруги отдалились друг от друга, а однажды, находясь в опере, князь Альберт ударил Алису при всех по лицу. С 1902 года супруги жили раздельно, но никогда не разводились.  
Княгиня Монако Алиса стала прототипом принцессы Люксембургской в романе Марселя Пруста «В поисках утраченного времени».

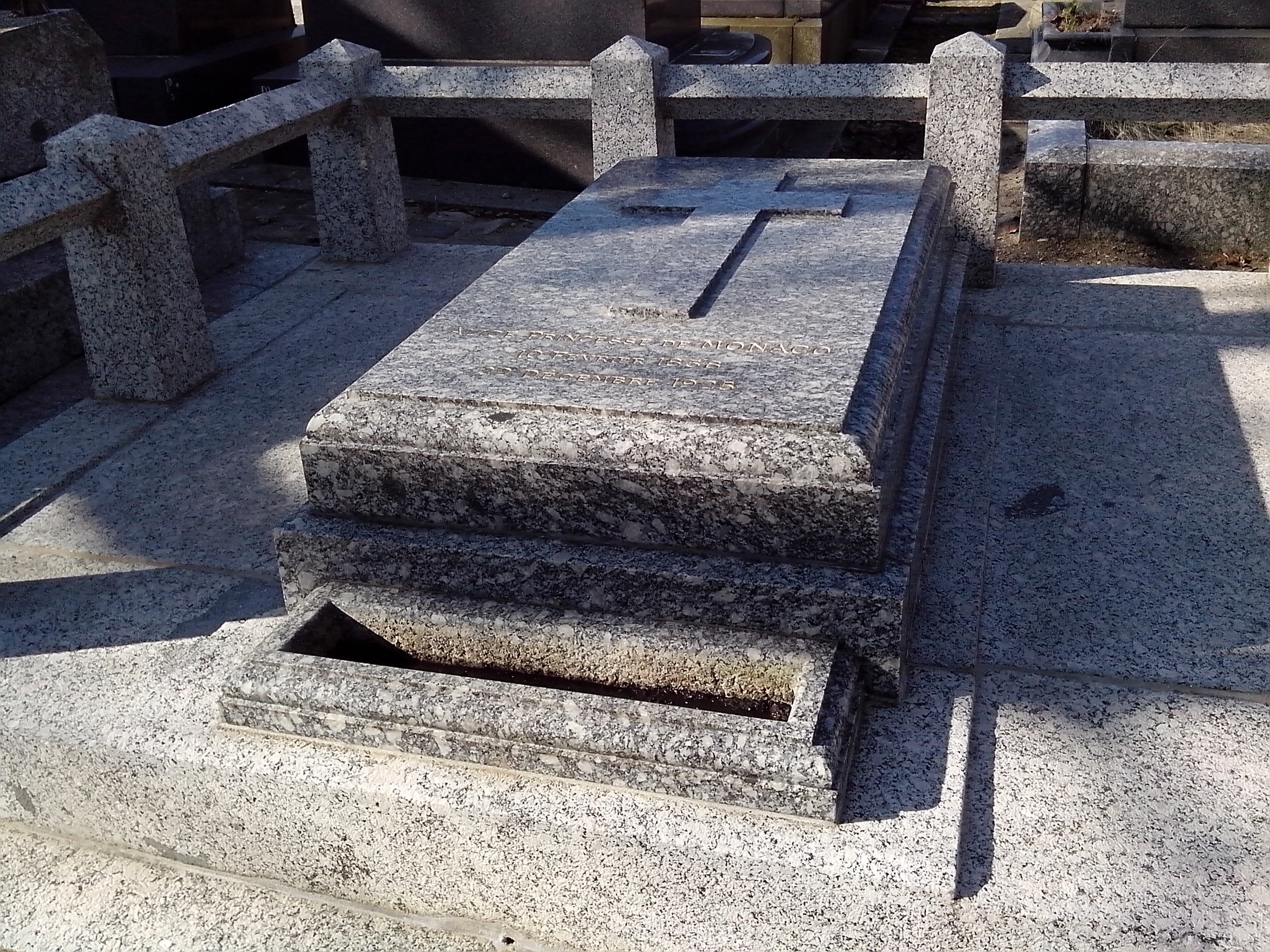
Могила Алисы.

После смерти князя Альберта в 1922 году, Алиса носила титул Вдовствующей княгини Монако, в брак более не вступала. Умерла три года спустя в Париже. Похоронена на кладбище Пер-Лашез. Её бывший дом в Новом Орлеане теперь функционирует как кафе «Амелия» (по имени матери Алисы — Амелии Марии Мильтенбергер), там проводятся различные торжества, включая свадьбы. 